# Südkoreanische Badmintonmeisterschaft 1967
Die Südkoreanische Badmintonmeisterschaft 1967 fand Ende November 1967 in Seoul statt. Es war die neunte Austragung der nationalen Titelkämpfe von Südkorea im Badminton.	

## Finalergebnisse
| Disziplin    | Sieger                        | Finalist                      | Ergebnis |
| ------------ | ----------------------------- | ----------------------------- | -------- |
| Herreneinzel | Kim Eui-gon                   | Han Sung-kwi                  | 2-0      |
| Dameneinzel  | Lee Young-soon                | Kang Young-sin                | 2-1      |
| Herrendoppel | Ro Choung-kwon Kim Bong-sub   | Kim Eui-gon Han Sung-kwi      | 2-0      |
| Damendoppel  | Lee Young-soon Kang Young-sin | Bae Hyo Ryeon Jeong Moon-hee  | 2-0      |
| Mixed        | Kim Bong-sub Kang Young-sin   | Ro Choung-kwon Lee Young-soon | 2-1      |